# Репин, Василий Ефимович
Васи́лий Ефи́мович Ре́пин (1853—1918) — русский музыкант, брат художника И.Е Репина.

## Биография
Родился в городе Чугуеве, Харьковской губернии. Рано стал проявлять талант к музыке. Отец — солдат Чугуевского уланского полка Ефим Васильевич (1804—1894); был в семье старшим из детей. Мать — Татьяна Степановна Репина (Бочарова); организовала небольшую школу, которую посещали крестьянские дети и взрослые. В 1869 году Василий работал телеграфистом у станции Марьино. Старший брат Илья помог ему поступить в консерваторию на музыканта, где он жил в семье В. В. Гейцыга. Учился у Римского-Корсакова и работал в оркестре Мариинского театра. В мае 1870 году вместе с Ильёй Репиным и Евгением Макаровым отправился в поездку на Волгу для подготовки к картине «Бурлаки на Волге».
C конца XIX века по 1919 год жил в усадьбе «Монплезир» (ныне посёлок Прибытково, ул. Репина, дом 18).

### Портреты
Портрет Василия Репина был написан летом 1867 года в Чугуеве, вскоре после возвращения художника в Петербург. По мнению искусствоведа Е. Н. Евстратовой, «эта работа предвосхищает все лучшие качества Репина-портретиста». Находится в собрание Третьяковской галереи.
Второй портрет датируют с конца 1860-х — начала 1870-х годов, находился в собрание Б. А. Кособрюхова, ныне — Русский музей.

## Личная жизнь
Сын — Илья Васильевич Репин (1889—1968), офицер Белой армии, был певчим церкви в Ярвенпаа.

## Комментарии
1. ↑  Гейцыг, Владимир Валерианович, р. 1831[3]